# VASP-Flug 168
Der VASP-Flug 168 (Flugnummer: VP168) war ein planmäßiger Inlandsflug der Fluggesellschaft Viação Aérea São Paulo vom Flughafen São Paulo-Congonhas zum Flughafen Fortaleza mit einem Zwischenstopp auf dem Flughafen Rio de Janeiro-Galeão. Am 8. Juni 1982 wurde auf diesem Flug eine Boeing 727-212 mit dem Luftfahrzeugkennzeichen PP-SRK gegen einen Berg geflogen, nachdem der Kapitän sowohl die Warnungen des Bodenannäherungswarnsystems als auch jene des Ersten Offiziers ignorierte. Bei dem Unfall kamen alle 137 Insassen ums Leben.
Zum damaligen Zeitpunkt handelte es sich um den schwersten Zwischenfall in Brasilien. Mit Stand vom Juli 2020 ist es der drittschwerste nach TAM-Linhas-Aéreas-Flug 3054 und Gol-Transportes-Aéreos-Flug 1907.

## Flugzeug
Bei dem verunglückten Flugzeug handelte es sich um eine Boeing 727-212, die zum Zeitpunkt des Unfalls 4 Jahre und 11 Monate alt war. Die Maschine wurde im Werk von Boeing in Renton im Bundesstaat Washington montiert und absolvierte am 23. Juli 1977 ihren Erstflug, ehe sie am 30. August desselben Jahres neu an Singapore Airlines ausgeliefert wurde. Die Viação Aérea São Paulo übernahm die Maschine am 6. Juni 1980. Das Flugzeug trug die Werksnummer 21347, es handelte sich um die 1282. Boeing 727 aus laufender Produktion. Die Maschine wurde mit dem Luftfahrzeugkennzeichen PP-SRK zugelassen. Das dreistrahlige Schmalrumpfflugzeug war mit drei Triebwerken des Typs Pratt & Whitney JT8D-17 ausgestattet.

## Unfallhergang
Der erste Teil des Fluges verlief ohne besondere Vorkommnisse. Beim Anflug auf Fortaleza zu nächtlicher Stunde erhielten die Piloten die Freigabe von 33.000 Fuß (ca. 10.000 Meter) auf 5000 Fuß (ca. 1500 Meter) zu sinken. Im Sinkflug konnten die Piloten die Lichter der Stadt sehen. Der Kapitän steuerte die Maschine unter die angewiesene Flughöhe. Der Kapitän setzte den Sinkflug trotzdem weiter fort, auch, als ihn der Erste Offizier auf seinen Fehler aufmerksam machte. Das Bodenannäherungswarnsystem aktivierte sich daraufhin. Die Maschine prallte schließlich in 30 Kilometern Entfernung von Fortaleza und 750 Metern Höhe gegen den Berg Serra de Aretanha.

Transkription der Aufnahmen des Stimmenrekorders (Übersetzung über das Englische aus dem Portugiesischen):

E/O = Erster Offizier

KAP = Kapitän

E/O: 	Kannst du sehen, dass da vorne einige Hügel sind?

KAP: 	Was? Was ist dort?

E/O: 	Einige Hügel, oder?

[Geräusch des Bodenannäherungswarnsystems]

[Schrei und Geräusch des Aufschlags]

## Opfer
Bei dem Unfall starben alle 137 Menschen an Bord. Zu den Toten gehörte auch der bekannte brasilianische Unternehmer Edson Queiroz.